# Periga elsa
Periga elsa är en fjärilsart som beskrevs av Lemaire 1973. Periga elsa ingår i släktet Periga och familjen påfågelsspinnare. Inga underarter finns listade i Catalogue of Life.